# El Triguito
El Triguito är en ort i Mexiko.   Den ligger i kommunen Badiraguato och delstaten Sinaloa, i den västra delen av landet, 1 100 km nordväst om huvudstaden Mexico City. El Triguito ligger 1 655 meter över havet och antalet invånare är 277.
Terrängen runt El Triguito är kuperad söderut, men norrut är den bergig. Runt El Triguito är det mycket glesbefolkat, med 6 invånare per kvadratkilometer. Närmaste större samhälle är Ocuragüe, 9,0 km nordväst om El Triguito. I omgivningarna runt El Triguito växer huvudsakligen savannskog.